# Militarismo
Il militarismo è una serie di atteggiamenti politico-ideologici che 
mirano all'asservimento della vita politica, delle funzioni e dei rapporti socio-culturali ad un potere militare.
Il militarismo, dunque, si può considerare come un atteggiamento nazionalistico che ritiene la guerra il mezzo più indispensabile per conseguire dei fini politici. Per raggiungere questo scopo, il militarismo non si limita a trattare le forze armate come dei qualsiasi apparati statali, ma, storicamente, tende a farle diventare i principali strumenti politici.

## Descrizione
Oltre che in ambito politico, in altri casi il militarismo assume l'aspetto dell'annullamento della personalità di un individuo a vantaggio dell'esercito, del reparto o del corpo militare di appartenenza. Per questo motivo, spesso (seppure impropriamente), con il termine militarismo ci si riferisce a questi atteggiamenti di esaltazione delle forze armate ed alle loro conseguenze sulla vita delle persone, più che all'ideologia politica stessa. Storicamente, poiché gli eserciti sono necessariamente strutturati in forme fortemente gerarchiche, il militarismo tende ad accompagnarsi ad una visione della società basata sul prìncipio di autorità e per questo contro il cambiamento e l'innovazione, e ciò è presente tanto nelle società socialiste quanto nelle società di tipo conservatrici/democratiche.
Il militarismo consiste, quindi, in un posizionamento preferenziale delle considerazioni militari nella politica di una nazione o di altre entità politiche, del trattamento preferenziale delle persone coinvolte ufficialmente (o indirettamente) con i militari in servizio e con gli approvvigionamenti delle forze armate, quando non nella diretta o indiretta gestione del potere politico da parte di queste ultime. Tale politica, quando viene adottata, causa una militarizzazione della società, relativa ad altre società contemporanee, in quanto la società militarizzata esercita la sua influenza e il suo potere sulle altre. Queste influenze sono più chiaramente visibili nella storia di stati e nazioni che si impegnarono nell'imperialismo, come avvenne per l'Impero giapponese, l'Impero britannico, la Germania nazista, l'Italia fascista, la RSFS Russa nell'Unione Sovietica e il successivo governo di Stalin, l'Iraq durante il governo di Saddam Hussein e gli Stati Uniti durante il periodo del destino manifesto e della riforma dell'esercito.
Ideologicamente il militarismo tende a rappresentare la guerra come emozionante, sacra, virile, gloriosa, eroica e purificatrice, consiste in un insieme di suprematismo politico, lealismo, estremismo di destra, emergentismo e protezionismo e comprende il principio della "pace attraverso la forza" inteso come l'unico metodo corretto volto ad assicurare gli interessi di una società ed espresso come qualcosa che sta al di sopra di tutto il resto, comprese sulle tradizionali relazioni diplomatiche. Il militarismo viene talvolta contrastato dai concetti di superpotenza, soft power e hard power.
Questa qualità può essere identificata in termini economici con diversi metodi; compreso quello in cui le nazioni militarizzate spendono budget grandi o sostanzialmente più alti della media per mantenere dei grossi apparati militari o per espandere tali forze.
Negli ordinamenti contemporanei, un componente centrale di qualsiasi costituzione sono le regole concernenti il modo in cui le regole e il comando militare (legge marziale, poteri esecutivi) possono essere estesi alla società civile (nell'ambito degli stati di emergenza) e come tali poteri possono essere restituiti al governo ordinario.

## Posizioni militariste storiche e moderne
Oggi si tende a considerare il militarismo in diretta opposizione con il pacifismo e l'antimilitarismo e le posizioni militariste di diversi stati sono aspramente criticate da un'area ideologicamente definita che non disdegna l'uso della violenza per affermare le proprie idee.

## Militarismo nazionalistico ed imperiale

### Militarismo tedesco
Il militarismo tedesco è principalmente concentrato in Prussia, infatti è, per la maggior parte delle volte, riconosciuto come militarismo prussiano.
Prima dell'unificazione della Germania nel 1871, la Prussia era la massima potenza fra gli stati tedeschi, escludendo ovviamente l'impero austriaco. Nel 1850 ci fù una riforma, guidata dal maresciallo von Moltke detto il Vecchio, che portò la modernizzazione del esercito prussiano implementando nuove strategie, favorendo lo sviluppo di nuove tecniche di addestramento per gli ufficiali e implementando nuove armi. I risultati non si fecero attendere e la Prussia, ormai diventata la Confederazione Tedesca del nord, sbaragliò l'esercito guidato da Napoleone III, nipote di zio di Napoleone Bonaparte, nella Battaglia di Sedan. Questo evento dimostrò la forza dell'esercito prussiano ormai inarrestabile dati i numerosi successi. Il recente trionfo assicurò anche l'unificazione tedesca, consentendo al militarismo prussiano e al nazionalismo tedesco di formare una specie di coalizione. Il Kaiser tedesco era il nuovo comandante supremo delle forze armate tedesche ma faceva affidamento su un consiglio militare e capo di stato maggiore, composto da nobili, aristocratici e ufficiali di esercito. 

### Militarismo giapponese
Contemporaneo al militarismo tedesco del XX secolo, quello giapponese si annunciò con una serie di eventi che avrebbero portato i militari ad assumere un ruolo di primo piano nel Paese. Queste furono le premesse dell'invasione della Cina del 1931 che avrebbe portato il Giappone a controllare metà del territorio cinese per ben 11 anni e quindi all'attacco di Pearl Harbor con la conseguente estensione della Seconda guerra mondiale anche al teatro dell'Oceano Pacifico.

### Militarismo Inglese
La visione inglese verso l'esercito intero vantò, nel corso del XIX secolo, una grande trasformazione. Nel secolo prima, i Britannici consideravano gli eserciti e le flotte una spina nel fianco che però era fondamentale per la politica inglese del XIX secolo. I ranghi erano colmi del pensiero negativo proveniente dalle classi inferiori, dato dal fatto che la maggior parte dei loro ufficiali erano aristocratici messi lì dal monarca regnante che spesso guardava solo i suoi bisogni. Nel corso del XIX secolo, il pensiero popolano verso i militari iniziarono a cambiare. I cittadini britannici iniziarono ad onorare le forze armate inglesi, ma non erano soli. Si riporta infatti che anche in Germania gli ufficiali inglesi venissero venerati e onorati come eroi dalla stampa tedesca e dal popolo. Questo amore tedesco era forse nato dal fatto che la dinastia regnante dell'Regno Unito proveniva direttamente dalla madre patria tedesca, in quanto si chiamava Saxe Coburg und Gotha, che cambiò il suo nome in Windsor per mano di re Giorgio V, che lo fece per distaccarsi dai tedeschi e dissociarsi dalle atrocità commesse dall'Impero Germanico all'alba della Prima Guerra Mondiale. Agli inizi del XX secolo, il Regno Unito vantava una numerosa flotta che era conosciuta dal nome di Royal Navy (lo è tutt'oggi) e un modesto esercito di terra. La Royal Navy e il British Army si coordinavano, mirando a proteggere la navigazione marittima, le rotte commerciali e i porti coloniali dell'Impero Britannico che ormai si era elevato come miglior potenza marina nel continente europeo. L'impero era così vasto che l'esercito di terra sedava eventuali rivolte e imponeva politiche imperiali in India, Africa, Asia e nel Pacifico. All'inizio del 1900, la British Navy League (organizzazione fondata nel 1884) pretendeva più uomini e più flotte a disposizione della Royal Navy, precisamente 8 flotte e molteplici decine di migliaia di nuovi uomini che avrebbero potuto preparare la Gran Bretagna in occasione di un possibile scoppio di un conflitto mondiale o europeo.

### Militarismo statunitense
A cavallo tra il XIX ed il XX secolo i leader politici e militari riformarono lo Stato Statunitense fino a stabilire un governo centrale molto più forte di quanto non lo fosse stato prima allo scopo di:
1. consentire alla nazione di perseguire una politica imperialista sullo scacchiere del Pacifico e dei Caraibi.
2. favorire l'economia industriale grazie agli investimenti in armamenti.

Questa riforma fu il risultato di un conflitto tra i repubblicani neo-Hamiltoniani e i sostenitori di Jefferson/Jackson circa la corretta amministrazione dello Stato e la direzione della propria politica estera, tra i propositori della professionalità basata su organizzazioni di gestione degli affari e quelli di un pieno controllo locale da parte delle figure disponibili, compresi i dilettanti.
Dopo la fine della guerra di secessione americana, l'esercito nazionale collassò. Vennero effettuate riforme ispirate a diversi stati europei, tra cui l'Impero britannico, l'Impero tedesco e la Svizzera, in modo che: rispondesse al controllo del governo centrale, fosse pronto per futuri conflitti, sviluppasse strutture di comando e supporto raffinate. Ciò portò allo sviluppo di un esercito professionale.
L'allargamento dell'esercito statunitense per la Guerra Ispano-Americana venne considerato essenziale per l'occupazione e il controllo dei nuovi territori acquisiti grazie alla sconfitta della Spagna (Guam, Filippine, Porto Rico). Il precedente limite legislativo di 24.000 uomini venne portato a 60.000 regolari con la legge sull'esercito del 3 febbraio 1901, con possibilità di espansione a 80.000 regolari per decreto presidenziale in tempi di emergenza nazionale.

## Militarismo nella narrativa di fantascienza
- Fanteria dello spazio - Robert A. Heinlein
- Guerra eterna (Forever War) - Joe Haldeman